# María Víctor
María Víctor Gil (Barcelona, 20 de diciembre de 1926 -17 de marzo de 2016) fue una conocida atleta española a fines de la década de 1940 y principios de la de 1950, especialista en pruebas de campo a través, aunque llegó a participar en numerosas pruebas en pista con el Real Club Deportivo Español.

## Biografía
Los trece primeros años de María Víctor los vive en una sociedad desquiciada por la situación política (final de la dictadura de Primo de Rivera, caída de la monarquía y proclamación de la Segunda República Española). Antes de la Guerra civil española realiza sus estudios en la escuela cooperativa municipal, y tras la contienda en la academia Maragall.
Como única chica entre los cinco hermanos, era la mimada de la casa. Su familia desde hace tiempo siempre estuvo relacionada con el mundo del deporte. Uno de sus abuelos fue uno de los fundadores del diario deportivo El Mundo Deportivo, el mismo en el que su padre, Juan Víctor Eizaguirre, trabaja de periodista durante toda su vida. Su hermano Joan Víctor Gil despunta en la década de los años 50 del pasado siglo en las especialidades de relevos 4 x 400 y 4 x 800, de los que llega a ser campeón. María pertenece pues a una estirpe ligada desde siempre con el mundo deportivo, que continúa con algunos sobrinos que son reporteros en TV3 y en Mundo Deportivo.

## Inicios en el atletismo
Es precisamente su hermano Juan, conocedor de las cualidades atléticas de su hermana, el que la inscribe en la edición de 1947 de la carrera Jean Bouin, patrocinada por el periódico donde trabajaba su padre. María se encontraba entonces pasando una temporada en Mallorca y se traslada a Barcelona pocos días antes de la prueba. Con un solo día de entrenamiento, gana la prueba frente a atletas mucho más experimentadas a sus 22 años. En dicha prueba repetiría victorias en otras 4 ocasiones en años consecutivos (1948, 1949, 1950 y 1951). Mientras participa en otras carreras, proclamándose campeona de Cataluña y de Barcelona de campo a través (1948, 1949 y 1950).
En las circunstancias que le habían tocado vivir su carrera deportiva (en plena postguerra,r. Desde los 16 años, María trabajaba en el quiosco que la familia tenía en la calle de la Diputación (Paseo de San Juan) y posteriormente como modista en una casa de modas.

## Las condiciones de la vida deportiva
Los años que le tocó vivir (en plena postguerra) eran poco propicios para el desarrollo de una carrera deportiva y competitiva, tanto desde el punto de vista económico como del social, que obligaban a conciliar el entrenamiento y la competición con la vida laboral a la cual debía supeditarse. María Víctor, a los 16 años empezó a trabajar en el quiosco familiar en la calle de la Diputación - Paseo de San Juan - y posteriormente como modista en una casa de modas. A todo esto había que añadir la condición de mujer que añadían mayores dificultades a la manifiesta hostilidad de que gozaban los que se dedicaban a la competición.
En estas circunstancias, la afición por el deporte debía completarse con estí mulos externos que hagan posible continuar con una trayectoria deportiva prolongada. Esta le venía dada por las amistades, los compañeros y, fundamentalmente, el equipo. María desarrolló su carrera en el Real Club Deportivo Español, el cual le dio todo el apoyo necesario para realizar el entrenamiento y la competición que necesitaba. Con este club realizó numerosas competiciones contra otros clubes de la zona (F. C. Barcelona, Hispano-francés, Juventut Atlética Sabadell, etc) en competiciones en pista: 200 m vallas, relevos e incluso salto de altura (a pesar se ser esoecialista en carreras campo a través).

## Marcas deportivas
En el mundo del atletismo se acostumbra a medir la calidad de los atletas por el nivel de las marcas alcanzadas. En este sentido, María Víctor hizo historia. Su marca en los 800 m de 1948 (2'02") no fue superada hasta finales de los años 80, permaneciendo el récord en su poder casi durante cuarenta años.

## Retirada de la competición
En los años en que le tocó vivir la dedicación exclusiva al mundo del deporte era algo impensable y era preciso conciliarla con la vida laboral y con la formación de su propia familia que la lleva a casarse a los 28 años. Aún en plenitud de sus facultades y preseleccionada para los Juegos olímpicos de Helsinki (1952), María decidió abandonar voluntariamente su carrera de atleta para dedicarse a su recién creada familia.
Al poco tiempo de casarse, la familia se traslada a vivir a la localidad de Palau-solità i Plegamans por motivos de trabajo de su marido. Esta población en aquellos años ofrecía valores que María siempre había apreciado (espacios abiertos, zona urbana poco densificada). Allí colabora en la medida de sus posibilidades en la organización de actividades deportivas. En agradecimiento de la colaboración deportiva realizada, el ayuntamiento organiza todos los años una carrera que lleva su nombre durante las fiestas municipales. Así mismo, el pabellón municipal de deportes de Palau-solità i Plegamans lleva su nombre.